# Hazel Park
Hazel Park è un comune degli Stati Uniti d'America, situato nello Stato del Michigan, nella contea di Oakland.